# Maserati 300S
La 300S è una autovettura da competizione costruita dalla Maserati dal 1955 al 1958. È stata prodotta in 26 esemplari ed ha partecipato al campionato mondiale sportprototipi organizzato dalla FIA.

## Il contesto
Il motore in linea a sei cilindri aveva una cilindrata di 2992,5 cm³ ed erogava una potenza di 245 bhp a 6200 giri al minuto. L'alesaggio dei cilindri era di 84 mm mentre la corsa era di 90mm. Aveva un doppio albero a camme in testa. Fu un propulsore a corsa lunga di nuova progettazione, sviluppato da Vittorio Bellentani. Erano installati tre carburatori tipo Weber 42 DCO3, più tardi 45 DCOE. Motore anteriore, trazione posteriore (schema transaxle).
Il telaio veniva prodotto dalla Gilco Telai sotto la consulenza di Gilberto Colombo e per esso fu usata una struttura a traliccio al posto di quella tubolare installata sulla Maserati 250F. La carrozzeria era in alluminio e fu realizzata da Medardo Fantuzzi. Il freno era a tamburo con comando idraulico sulle quattro ruote. Le sospensioni anteriori erano a molle elicoidali con ammortizzatori idraulici Houdaille e barra stabilizzatrice. Quelle posteriori a ponte De Dion, a balestra trasversale, ammortizzatori idraulici Houdaille e barra stabilizzatrice. La trasmissione era a quattro rapporti più la retromarcia. Dal 1957 fu installata la quinta marcia. Aveva due porte e due posti, come previsto dal regolamento della Fédération Internationale de l'Automobile.
La “300S” vinse alla 1000 km del Nürburgring nel 1956 e divenne seconda nella classifica generale. Sul fronte della progettazione, Giulio Alfieri fece un tentativo di montare l'alimentazione ad iniezione. Al termine della stagione fu seconda dopo una Maserati 450S ed una Maserati 350S. Il modello vinse nel 1956 anche a Buenos Aires, al Gran Premio del Venezuela, all'Australian Tourist Trophy e al Nassau Trophy. Nel 1957 vinse ai Gran Premi di Cuba, San Paolo, Lisbona e Palm Springs, negli Stati Uniti. Dopo la tragedia di Guidizzolo (1957) che pose fine alle corse di velocità su strada in Italia, le ultime 300S furono vendute negli USA. La velocità massima era di 290 km/h.
Una “300S” con il nuovo motore V12 divenne la terza Maserati 350S.
Mark Knopfler dei Dire Straits possiede da tempo una “300S” che ha regolarmente usato nelle competizioni di auto storiche.